# Pavillon (hippomobile)
Pour les articles homonymes, voir Pavillon.
 (août 2016).
Si vous disposez d'ouvrages ou d'articles de référence ou si vous connaissez des sites web de qualité traitant du thème abordé ici, merci de compléter l'article en donnant les références utiles à sa vérifiabilité et en les liant à la section « Notes et références ».
Pavillon désigne la partie haute de la caisse d'une voiture hippomobile fermée, ainsi que le nom donné au toit d'une automobile,. 

## Étymologie
Ce nom vient du latin paveilun désignant une tente militaire.

## Description
À l'origine, en matière de carrosserie, le pavillon est la garniture de tissu, de cuir ou de simili-cuir, qui était appliquée à l'intérieur comme à l'extérieur de la voiture. Dans un sens plus général, le pavillon est le « toit » de la voiture. 
En forme de dôme sur les coches, il peut être arrondi ou plat selon les modèles et les époques, et être surmonté d'emplacements pour les bagages, de sièges supplémentaires, ou d'une impériale.

## Autres sens
Au XIXe siècle, le pavillon est le nom donné à un type de diligence dont la fabrication était sinon industrialisée, du moins standardisée de manière à produire de nombreux exemplaires en série. Le pavillon à six places se composait d’une caisse de berline à quatre places, d’un cabriolet à deux places à l'avant, ouvert, protégé par une sorte d'avancée formant un dais, sur lequel était placé le siège du cocher à deux places. Les bagages étaient placés sur le toit, sous une bâche. Une malle était placée à l'arrière. Le pavillon était suspendu sur ressorts, et tiré par deux chevaux. L'ensemble pouvait atteindre 1 600 kg en charge. Il pouvait aussi devenir un pavillon à huit places, par l'adjonction d'un siège à l'arrière, sur la malle, protégé par une capote.